# Мечеть Хусрувийя
Мечеть Хусрувийя (араб. المدرسة الخسروية‎) — разрушенная мечеть в Алеппо (Сирия), которая была расположена к юго-востоку от Цитадели Алеппо.

## История

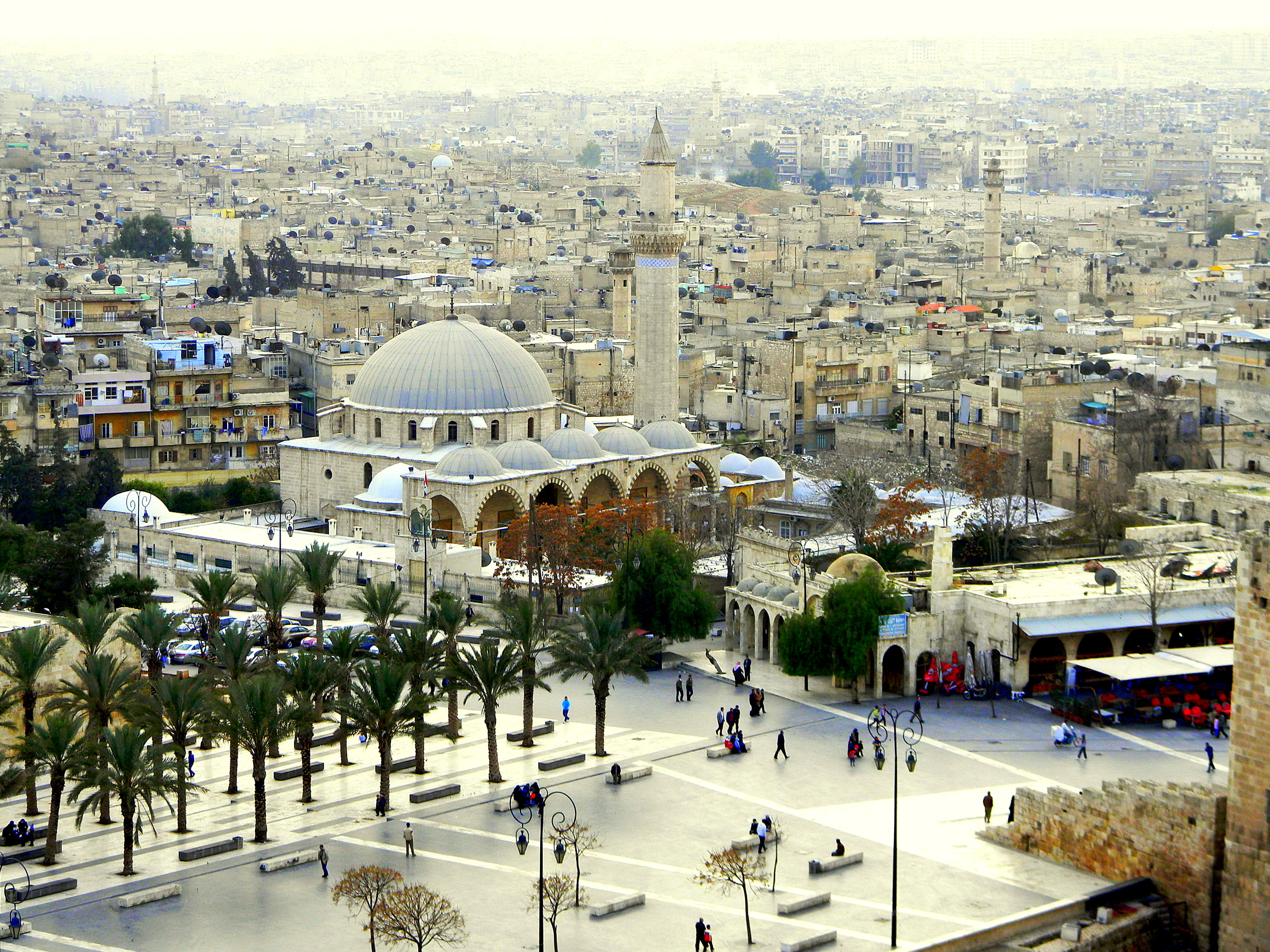
Вид с Цитадели Алеппо

Строительство мечети начал Хюсрев-паша, когда он был губернатором Алеппо при османском султане Сулеймане I.
Во время гражданской войны в Сирии мечеть Хусрувийя была взорвана динамитом и полностью разрушена в ходе битвы за Алеппо в августе 2014 года.

## Архитектура
Комплекс состоял из мечети, медресе, комнат для путешественников, общественной кухни, магазинов и других объектов. Мечеть Хусрувийя была спроектирована известным придворным османским архитектором Синаном.